# اسکات براون (سیاستمدار)
اسکات فیلیپ براون (به انگلیسی: Scott Philip Brown) متولد ۱۹۵۹ ماساچوست، صاحبنظر سیاسی آمریکایی و سفیر آمریکا در نیوزیلند است. او سناتور سابق ایالات متحده از ماساچوست و جانشین تد کندی در سنای ایالات متحده آمریکا است. براون نامزد جمهوریخواه انتخابات سنای ایالات متحده در نیو همپشر در سال ۲۰۱۴ است.
او دارای مدرک وکالت حقوق از بوستون کالج است و دانش آموختهٔ دانشگاه تافتز نیز می‌باشد.
او همچنین مدتی عضو گارد ملی ایالات متحده آمریکا ارتش در ماساچوست بود.
او در ۱۹۸۲ به‌طور عریان در مجله کازموپالیتن ظاهر، و به‌عنوان «سکسی‌ترین مرد سال آمریکا» انتخاب گردید.
براون که از نخستین حامیان ترامپ بود اولین سفیری بود که او منصوب کرد.

## وب‌گاه رسمی
- وب‌گاه رسمی